# فرودگاه جی‌پی‌ام
فرودگاه جی‌پی‌ام (به انگلیسی: JPM Airport) یک فرودگاه خصوصی است که یک باند فرود چمن دارد و طول باند آن ۵۷۹ متر است. این فرودگاه در شهر منموته، اورگن کشور ایالات متحده آمریکا قرار دارد و در ارتفاع ۷۹ متری از سطح دریا واقع شده‌است.